# Ferdinand Tadra
Ferdinand Tadra (19. ledna 1844 Jindřichův Hradec – 19. března 1910 Praha) byl český historik a editor, kustod pražské univerzitní knihovny.

## Život
Narodil se v rodině Franze Tadra a Marie rozené Filipové (1851). Měli spolu tři syny: JUDr. Vendelína (1873), Ferdinanda (1875) a MUDr. Karla (1879).
Zabýval se českými dějinami zejména 14. a 15. stoletím. Vydal Soudní akta konsistoře Pražské (Acta iudiciaria consistorii Pragensis, VII. dílů), Cancellaria Arnesti (formulářové sbírky biskupa Arnošta z Pardubic), Listy kláštera Zbraslavského a další. Je pohřben na Vyšehradském hřbitově.

## Dílo

### Spisy (výběr)
- Das Buch der Prager Malerzeche: 1348–1527 – herausgegeben von Ad. Patera und Ferdinand Tadra. Prag: Prager Malerzeche, 1878
- Cancellaria Arnesti: Formalbuch des ersten Prager Erzbischofs Arnest von Pardubic – herausgegeben von F. Tadra. Wien: C. Gerhold, 1880
- Summa Gerhardi: ein Formelbuch aus der Zeit des Königs Johann von Böhmen: (c. 1336–1345) – herausgegeben von F. Tadra. Wien: Carl Gerold’s Sohn, 1882
- Cancellaria Johannis Noviforensis: episcopi Olomucencis (1364–1380): Briefe und Urkunden des Olmützer Bischofs Johann von Neumarkt – herausgegeben von F. Tadra. Wien: typ. Adolf Holzhausen, 1886
- Památník pražského Hlaholu – na oslavu 25leté činnosti spolku z usnesení výboru sestavili Josef Srb a F. Tadra. Praha: Hlahol, 1886
- Nově nalezené rukopisy formulářů XIII. a XIV. století – zprávu o nich i vyňatky podává F. Tadra. Praha: Královská česká společnost nauk (KČSN), 1887
- ROZPRAVY třídy pro filosofii, dějepis a filologii KČSN z roku 1887–1888. VII. řady svazek 2. – Josef Jireček, Antonín Gindely, F. Tadra, Antonín Rezek, Jan Gebauer. Praha: KČSN, 1888
- Příspěvky k dějinám university Pražské ve čtrnáctém století, 1890
- Kanceláře a písaři v zemích českých za králů z rodu Lucemburského Jana, Karla IV. a Václava IV. (1310-1420), 1892
- Listář veřejného notáře ve XIV. století – z rukopisu c. k. veřejné a universitní knihovny Pražské vydal F. Tadra. Praha: KČSN, 1893
- Soudní akta konsistoře Pražské. Část I–VII a dodatky – z rukopisů archivu kapitolního v Praze vydal F. Tadra. Praha: Česká akademie císaře Františka Josefa pro vědy, slovesnost a umění (ČAVU), 1893–1901
- Summa cancellariae (Cancellaria Caroli IV.) = Formulář královské kanceláře české XIV. století – z různých rukopisův upravil F. Tandra. Praha: ČAVU, 1895
- Kulturní styky Čech s cizinou až do válek husitských – F. Tadra. Praha: KČSN, 1897
- Listy kláštera Zbraslavského – sebral a k vydání upravil F. Tadra. Praha: ČAVU, 1904

### Překlad
- Vánoce v horách pindských – Christos Christovassillis; in: 1000 nejkrásnějších novel... č. 63. J. R. Vilímek, 1914